# Luis Hernández (Fußballspieler, 1989)
Luis Hernández, mit vollem Namen Luis Hernández Rodríguez (* 14. April 1989 in Madrid), ist ein spanischer Fußballspieler auf der Position eines Abwehrspielers, der vorwiegend als Innenverteidiger eingesetzt wird. Aktuell spielt er für den FC Cádiz.

## Vereinskarriere

### Karrierebeginn bei Real Madrid
Luis Hernández wurde am 14. April 1989 in der spanischen Hauptstadt Madrid geboren, wo er im Jahre 1998 seine Vereinskarriere beim Großklub Real Madrid, dessen erste Kampfmannschaft unter Jupp Heynckes gerade die Champions League gewann, begann. Bei Real Madrid durchlief er sämtliche Jugendspielklassen, ehe er ab 2007 erstmals in der C-Mannschaft von Real Madrid mit Spielbetrieb in der viertklassigen spanischen Tercera División eingesetzt wurde. In der dritten Mannschaft von Real Madrid war er schließlich bis 2010 im Einsatz, wurde jedoch bereits ein Jahr zuvor zum ersten Mal bei Real Madrid Castilla in der Segunda División B, der dritthöchsten spanischen Fußballliga, eingesetzt. Nachdem er mit der B-Mannschaft im Tabellenmittelfeld, jedoch in der oberen Tabellenhälfte, vertreten war, rangierte er mit der Mannschaft zum Saisonende 2010/11 mit der Mannschaft hinter CD Guadalajara (2.) und CD Lugo (1.) auf dem dritten Platz der Gruppe 1, einer von vier Gruppen der spanischen Drittklassigkeit. In den anschließenden Aufstiegs-Play-offs schied das Team daraufhin allerdings noch in der ersten Runde gegen den CD Alcoyano mit einem Gesamtscore von 2:4 aus Hin- und Rückspiel aus und verblieb somit in der Segunda División B. Im Anschluss an diese Saison wurde er von diversen europäischen Klubs umworben, wobei er unter anderem auch mit dem belgischen Erstligisten KAA Gent in Verbindung gebracht wurde, jedoch ein Vertragsabschluss nicht zustande kam.

### Wechsel zu Sporting Gijón

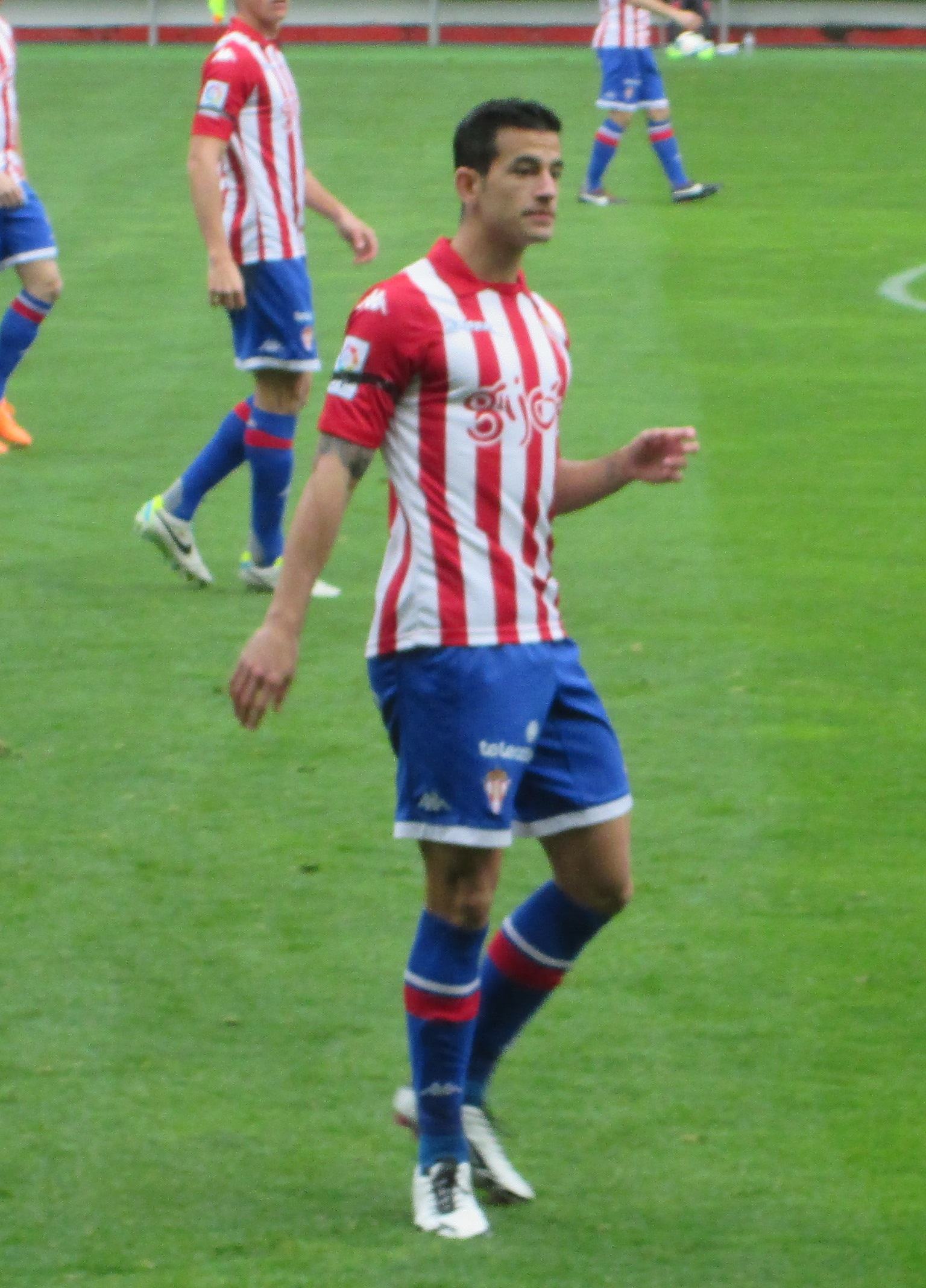
Luis Hernández im Einsatz für Sporting Gijón (2014)

Nachdem er im Juli 2011 vereinslos wurde, schloss er sich nach einem erfolgreichen Probetraining im Januar 2012 der B-Mannschaft von Sporting Gijón an, wobei er einen Vertrag mit einer Laufzeit von 18 Monaten unterschrieb und vorerst ausschließlich in der B-Mannschaft eingesetzt werden sollte. Der Vertrag beinhaltete zudem eine Option auf weitere drei Jahre. In der Saison 2010/11 brachte es Luis Hernández auf zehn Ligaeinsätze in der Segunda División B, in denen er selbst torlos blieb und schloss die Saison mit dem Team auf dem zehnten Tabellenrang der Gruppe 1 ab, während sein ehemaliges Team aus Madrid als Meister und Play-off-Gewinner in die nächsthöhere Spielklasse aufstieg. Aufgrund seiner Leistungen in der B-Mannschaft wurde sein Vertrag verlängert und er in den Profikader aufgenommen. Sein Einsatz im Saisoneröffnungsspiel am 26. August 2012 sollte sein einziger in dieser Spielzeit sowie sein letzter für die B-Mannschaft sein. Am 2. September 2012 gab Luis Hernández sein Profidebüt, als er im Drittrundenspiel der Segunda División 2012/13 gegen Racing Santander, einem 0:0-Auswärtsremis, über die volle Spieldauer am Rasen stand. In dieser Zeit wurde er noch oftmals als rechter Verteidiger und seltener als Innenverteidiger eingesetzt. Das Spiel fand im Trauerflor und in Gedenken an Gijón-Rekordtrainer Manuel Preciado statt, der am 7. Juni 2014 im Alter von 54 Jahren einem Herzinfarkt erlag und davor beide Vereine lange Zeit betreute.
Unter Manolo Sánchez Murias, der das Traineramt noch bis Mitte Oktober 2012 ausübte, und auch unter dessen Nachfolger José Ramón Sandoval kam der Abwehrspieler zu seinen Einsätzen in der spanischen Zweitklassigkeit, wobei er zumeist über die vollen 90 Minuten auf dem Platz stand. Seine Einsätze nahmen jedoch ab Anfang März 2013 ab, nachdem er in vier aufeinanderfolgenden Ligaspielen je eine Torvorlage beisteuerte, jedoch in weiterer Folge auch in vier aufeinanderfolgenden Partien eine gelbe Karte erhielt. Danach setzte ihn Sandoval bis zum Saisonende Anfang Juni 2013 in nur fünf weiteren Meisterschaftsspielen ein, die restliche Zeit saß Luis Hernández zumeist auf der Ersatzbank oder war erst gar nicht im offiziellen Kader. Am Saisonende rangierte er mit dem erst ein Jahr zuvor abgestiegenen Traditionsklub Sporting Gijón auf dem zehnten Tabellenplatz der zweithöchsten spanischen Fußballliga und hatte es selbst bis zu diesem Zeitpunkt auf 21 Ligaeinsätze und vier Torvorlagen gebracht. Weiters wurde er in einer Begegnung der Copa del Rey 2012/13 eingesetzt, als das Team noch im Sechzehntelfinale gegen CA Osasuna vom laufenden Turnier ausschied.
Ab der Saison 2013/14 entwickelte er sich vor allem an der Seite des gebürtigen Kolumbianers Bernardo Espinosa zu einem Stammspieler in der Innenverteidigung der Asturier, bei denen er fortan oftmals zwischen der Innenverteidigerposition und der des Rechtsverteidigers wechselte. Auf letztgenannter Position wechselte er sich des Öfteren mit Alberto Lora ab, der zumeist vorrückte bzw. in der Anfangsphase der Saison die Mannschaft auch in drei Spielen als Kapitän und linker Außenverteidiger anführte. Nachdem er selbst in den ersten beiden Saisonspielen noch uneingesetzt auf der Ersatzbank saß, setzte ihn Sandoval ab der dritten Runde als Stammkraft in der Abwehrreihe des Profiklubs ein. Bis auf drei Einsätze zwischen Ende September und Mitte Oktober 2013 und dem 3:1-Sieg über den FC Girona am 23. März 2014, als er eine Gelbsperre absitzen musste, war er als Stammspieler im Einsatz und brachte es bis zum Saisonende auf 36 Ligaeinsätze, in denen er ein Tor erzielte und ein weiteres für seine Teamkameraden vorbereitete. Sein erstes Tor im Profifußball gelang ihm dabei am 24. November 2013 bei einem 3:1-Auswärtssieg über CD Lugo. Als Fünftplatzierter der regulären Spielzeit nahm er mit Sporting Gijón an den abschließenden Play-offs teil, wo er mit der Mannschaft, nach zwei Einsätzen, im Halbfinale gegen die UD Las Palmas ausschied. Wie bereits im vorangegangenen Jahr folgte für die Asturier in der Copa del Rey 2013/14 ein jähes Aus, als die Mannschaft noch in der zweiten Hauptrunde gegen Ligakonkurrent Recreativo Huelva vom laufenden Turnier ausschied.

### Zweitliga-Vizemeister und Aufstieg in die Primera División
Ab 2014/15 wurde Luis Hernández unter dem nunmehrigen Trainer Abelardo Fernández als Stammkraft in der Innenverteidigung an der Seite von Bernardo Espinosa eingesetzt. Am Ende der Spielzeit konnte er zusammen mit Espinosa die meisten Einsatzminuten verzeichnen, nachdem beide Spieler in 41 der 42 möglich gewesenen Ligapartien über die volle Spieldauer durchspielten und je nur ein Spiel aufgrund von Gelbsperren versäumten. Während Espinosa mit drei Treffern und fünf Assists der offensivstärke der beiden war, gelangen Luis Hernández zwar keine Tore, jedoch vier Torvorlagen. Am Saisonende rangierte er mit Sporting Gijón mit zwei Punkten Rückstand auf den eben erst aus der Drittklassigkeit aufgestiegenen Klub Betis Sevilla auf dem zweiten Tabellenrang. Damit verbunden war der direkte Aufstieg in die höchste Liga im spanischen Fußball. Nur knapp schaffte die Mannschaft, die in den 42 Partien nur zwei Niederlagen hinnehmen musste, mit einer um zwei Tore besseren Tordifferenz den direkten Aufstieg und musste somit nicht in den Play-offs antreten. In der Copa del Rey 2014/15 folgte für ihn abermals nur ein einziger Einsatz; mit seinem Klub schied er erneut in der zweiten Hauptrunde aus, diesmal gegen Real Valladolid.
Sein Erstligadebüt gab der 27-jährige Innenverteidiger daraufhin beim Erstrundenspiel am 23. August 2015 gegen seinen Ausbildungsverein Real Madrid, als er beim 0:0-Heimremis über die vollen 90 Minuten durchspielte. Auch danach setzte ihn Abelardo Fernández auf seiner angestammten Position ein, ließ ihn aber für einige Partien auch als rechten Abwehrspieler auflaufen. Am 27. Februar 2016 führte er die Mannschaft bei der 2:4-Heimniederlage gegen Espanyol Barcelona erstmals als Mannschaftskapitän an und übernahm dabei die Schleife des eigentlichen Kapitäns Alberto Lora, der in diesem Spiel nur einen Kurzeinsatz als Edeljoker hatte. In der Saison 2015/16 hatte er, obwohl bei zwei Partien nicht im Kader, die meisten Einsatzminuten innerhalb seines Teams und rangierte dabei vor Linksaußen Jonathan Rodríguez Menéndez und Torwart Iván Cuéllar. Die Saison endete für den Verein auf den 16. Tabellenplatz (von achtzehn möglichen) und damit mit dem Abstieg.

### Kurzzeitig in die Premier League
Noch während der laufenden Saison gab im April 2016 Leicester City, zu diesem Zeitpunkt Tabellenführer der ersten englischen Liga, die Verpflichtung des mit 1. Juli 2016 ablösefrei werdenden Innenverteidigers bekannt. Dort kam er nur auf 4 von 22 möglichen Ligaspielen sowie vier Spiele in der Ch Campions League sowie das verlorene Spiel um den Community Shield 2016. Seinen letzten Einsatz hatte er am 13. Dezember 2016 im Ligaspiel gegen den AFC Bournemouth.

### Zurück nach Spanien
Ende Januar 2017 wechselte Hernández zurück nach Spanien und unterschrieb beim zu diesem Zeitpunkt in der Primera División spielenden FC Málaga einen Vertrag mit Laufzeit bis Sommer 2020. In seiner ersten Saison bestritt er alle 19 Ligaspiele für Malaga und zwei Pokalspiele.
In der nächsten Saison, die mit dem Abstieg des Vereins in die Segunda División endete, waren es 36 von 38 möglichen Ligaspielen. In der ersten Saison in der zweiten Liga waren es 24 von 42 Ligaspielen, da er drei Monate infolge einer Adduktorenverletzung ausfiel. Zudem spielte er in den Halbfinalen um den Aufstieg, die verloren wurden. In der Saison 2019/20 bestritt er 29 von 42 möglichen Ligaspielen, davon lediglich eines nach der Unterbrechung des Spielbetriebes infolge der COVID-19-Pandemie.

### Weitere Stationen
Nachdem er in der Saison 2020/21 noch kein Spiel für Malaga bestritten hatte, wechselte er Anfang Oktober 2020, kurz vor Ende des aufgrund der Pandemie verlängerten Transferfensters nach Israel zu Maccabi Tel Aviv und unterschrieb dort einen Vertrag für den Rest der Saison 2020/21 mit der Option der Verlängerung für die nächste Saison. In seiner ersten Saison bestritt er für Tel Aviv 31 von 34 möglichen Ligaspielen sowie acht Spiele in der Europa League und drei im israelischen Pokal einschließlich des in der Verlängerung gewonnenen Pokalfinales. In der nächsten Saison waren es 14 von 20 möglichen Ligaspielen, das verlorene Superpokal-Spiel, ein Pokalspiel und elf Europapokal-Spiele.
Ende Januar 2022 wechselte er wieder nach Spanien zurück und unterschrieb beim in der Primera División spielenden FC Cádiz einen Vertrag bis zum Ende der Saison 2023/24. In seiner ersten Saison bestritt alle 16 möglichen Ligaspiele für den Verein – mit Ausnahme des ersten Spieles jeweils über die volle Dauer. Im November 2022 wurde sein Vertrag bis Sommer 2025 verlängert.

## Erfolge
- Gewinner israelischer Fußballpokal: 2020/21